# Holovenka, Jîtomîr
Holovenka (în ucraineană Головенка) este localitatea de reședință a comunei Holovenka din raionul Jîtomîr, regiunea Jîtomîr, Ucraina.

## Demografie
Componența lingvistică a localității Holovenka
     Ucraineană (96,74%)
     Rusă (2,61%)
     Alte limbi (0,48%)
Conform recensământului din 2001, majoritatea populației localității Holovenka era vorbitoare de ucraineană (96,74%), existând în minoritate și vorbitori de rusă (2,61%).